# Девід Деніелс Кек
Девід Деніелс Кек (24 жовтня 1903 — 10 березня 1995) — американський ботанік, відомий своїми роботами по таксономії та генетиці покритонасінних.

## Біографія
Кек народився у місті Омаха, штат Небраска. У 1925 році він завершив бакалаврат у Pomona College та отримав ступінь доктора філософії з ботаніки у Каліфорнійському університеті в 1930 році. З 1925 до 1950 року він працював в інституті Карнегі у Вашингтоні, у Стенфордському університеті, де він займався концепціями видів рослин разом із Йенсом Клаузеном (англ. Jens Clausen) та Вільямом Гайзі (англ. William Hiesey). У 1950 році він був призначений головним куратором Нью-Йоркського ботанічного саду і залишався там до 1958 року. У 1959 році він у співавторстві із Філіпом Мунцом (англ. Philip A. Munz) опублікував A California Flora. Д.Кек був програмним директором відділу систематичної біології у Національному науковому фонді до 1970 року, після чого він переїхав до Нової Зеландії. У 1978 році повернувся у Сполучені Штати в 1978 році і жив у Медфорді, штат Орегон.